# Diadynamische stroom
Diadynamische stromen vormen een klassieker onder de therapeutische behandelingen met elektrische stroom in de fysiotherapie.  
Al sinds 1962 kennen de verschillende diadynamische stroomvormvarianten (zoals MF, DF, CD, LP en LPid) een uitgebreid indicatiegebied. Naast het voordeel van een sterke lokale hyperaemiserende werking zijn diadynamische stromen ook uitstekend geschikt voor pijndemping en voor reductie van zwelling.